# 2-й Новокузнецкий переулок
Второ́й Новокузне́цкий переу́лок — улица в центре Москвы в Замоскворечье между 1-м Новокузнецким переулком и Пятницкой улицей. Здесь расположены храм Спаса Преображения на Болвановке, фабрика Рот Фронт и штаб-квартира крупнейшего кондитерского холдинга «Объединённые кондитеры».

## История

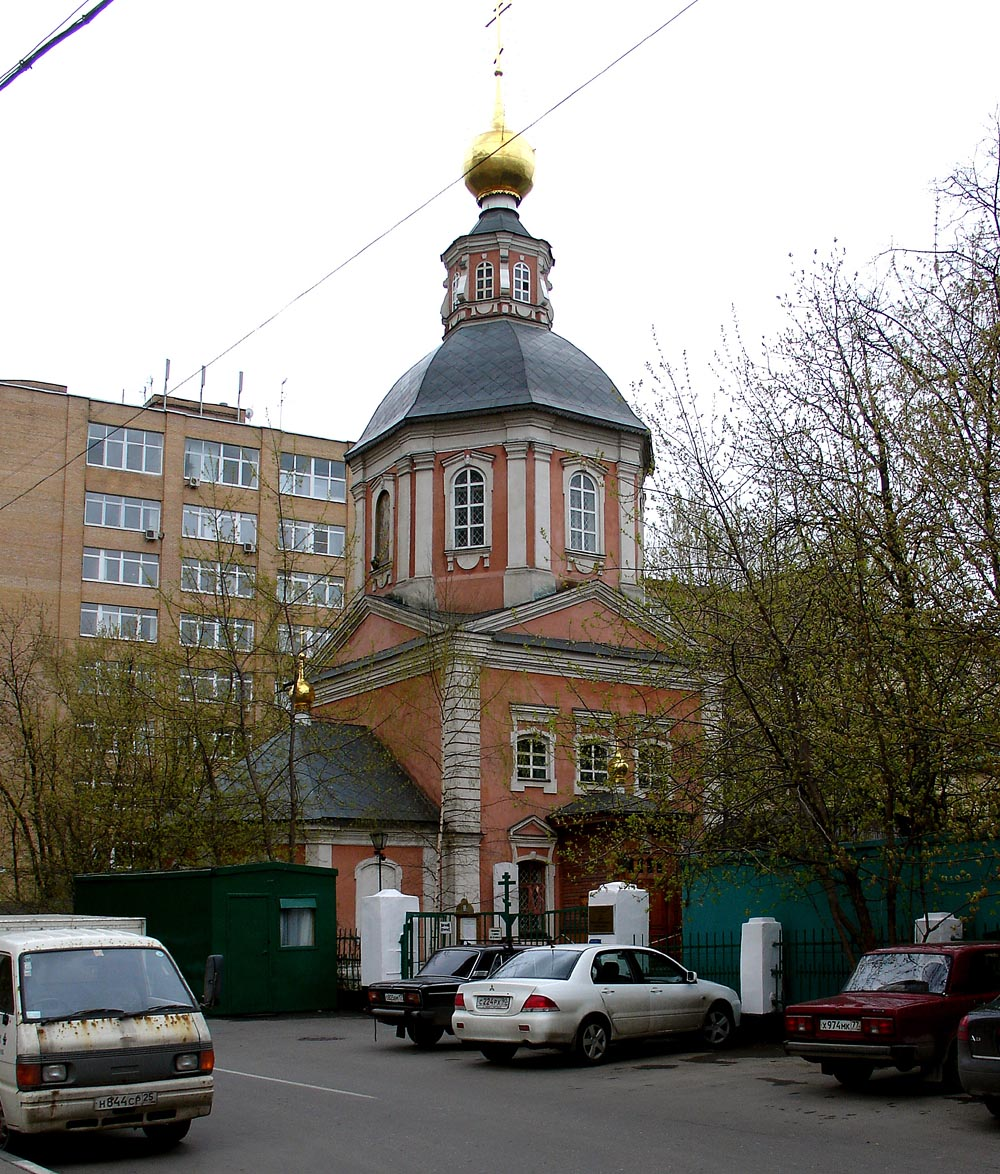
Храм Спаса Преображения на Болвановке (№ 10, стр. 1).

Современное название получил 26 февраля 1954 года по находящейся в этой местности Новокузнецкой улице. Ранее назывался Пятницкий переулок; 2-й Спасоболвановский переулок и Малый Спасоболвановский переулок; улица Малая Болвановка. Давший название Спасоболвановским и Малому Болвановскому (ныне 6-й Монетчиковский) переулкам храм Спаса Преображения на Болвановке впервые упоминается в 1465 году Существующая ныне кирпичная церковь, сменившая деревянный храм, воздвигнута в 1745—1755 годах.

## Описание
2-й Новокузнецкий переулок начинается от Пятницкой улицы южнее 1-го, проходит на восток параллельно ему, затем поворачивает на север и выходит опять же на 1-й Новокузнецкий.

## Примечательные здания и сооружения
По нечётной стороне:
- № 13/15 — ООО УК «Объединённые кондитеры»; комплекс цехов кондитерской фабрики «Рот Фронт»

По чётной стороне:
- № 10 — детский сад № 199.
- № 10, строение 1 — Храм Спаса Преображения на Болвановке.